# Skuhrov nad Bělou
Skuhrov nad Bělou település Csehországban, Rychnov nad Kněžnou-i járásban. Skuhrov nad Bělou Osečnice, Lukavice, Solnice, Bílý Újezd, Liberk, Dobré és Kvasiny településekkel határos. Lakosainak száma 1161 fő (2024. január 1.).

## Népesség
A település lakosságának változását az alábbi diagram mutatja:
| Lakosok száma | 1639 | 1724 | 1579 | 1299 | 1174 | 1051 | 1094 | 1110 | 1081 | 1161 |
|               | 1869 | 1900 | 1921 | 1961 | 1980 | 2011 | 2016 | 2019 | 2021 | 2024 |